# 热冬果
热冬果，相传由唐朝的宰相魏徵所创造。上百年来兰州人喜食街头小吃。兰州地气干燥，热冬果乃冬季下火之佳品。做法极为简便：将年冬的梨子去核，切小块，放入热水中，与花椒同煮至透熟。出锅之前放入黄糖，搅匀即食。